# Torkent
Torkent (kirgisisch Торкент) ist ein Dorf im Oblus Dschalal-Abad (Kirgisistan) mit 6284 Einwohnern (Stand 2022). Es liegt im Rajon Toktugul in der Landgemeinde Abdy Suerkulow.
2009 hatte der Ort noch 4326 Einwohner. Torkent liegt etwas westlich von Toktogul, dem Rajonsitz, und wird von der Fernstraße M41 durchfahren. Im Norden erheben sich Berge, im Süden liegt der Toktogul-Stausee. Torkent liegt am gleichnamigen Fluss Torkent.